# مایو کورودا
مایو کورودا (به انگلیسی: Mayu Kuroda) ژیمناست زادهٔ ۲۰ فوریهٔ ۱۹۸۹ میلادی اهل کشور ژاپن است.